# Dieter Jandt

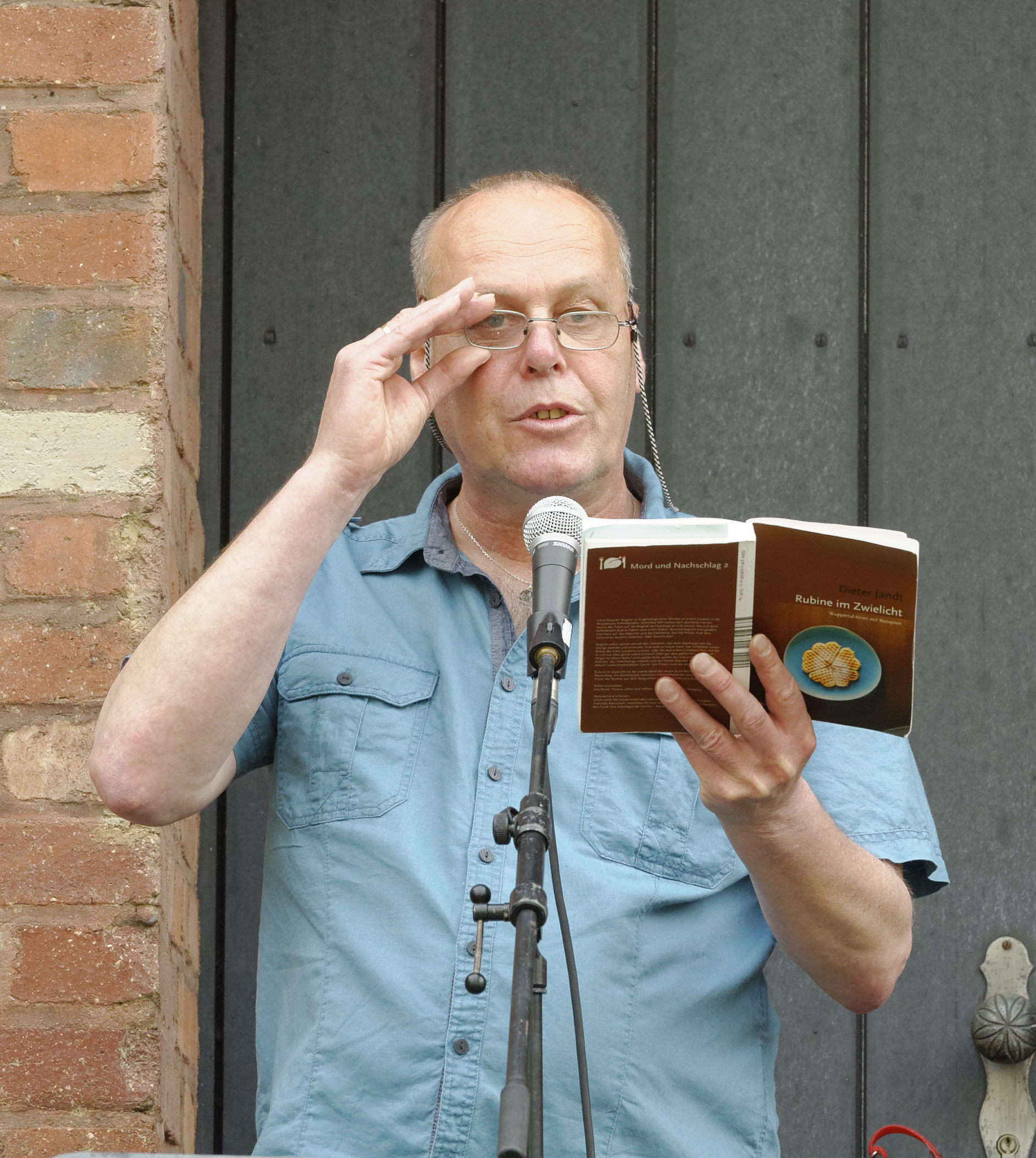
Dieter Jandt beim Engelsfest in Wuppertal 2013

Dieter Jandt (* 16. März 1954 in Remscheid) ist ein deutscher Hörfunkjournalist, Hörspielautor und Schriftsteller, der in Wuppertal lebt. Seit 1998 ist er Mitglied im Verband deutscher Schriftsteller (VS).

## Werke
Dieter Jandt konzentriert sich als Journalist in erster Linie auf den Hörfunk. Er befasst sich in seinen Werken hauptsächlich mit politischen, gesellschaftlichen und kulturellen Themen und verfasst Beiträge sowie Reportagen über Laos, Thailand und China.

### Radio-Feature und Reportagen (Auswahl)
- 1998: Unerhört – das Selbstgespräch (WDR, Deutschlandfunk)
- 1999: Staub – das verfolgte Faszinosum (Deutschlandfunk, SFB, ORB, HR)
- 2000: Strömungen am oberen Mekong – eine Reise der Kontraste (Deutschlandfunk, SWR, BR)
- 2000: Strömungen am oberen Mekong – eine Reise der Kontraste (Deutschlandfunk, SWR, BR)
- 2001: www.magie.com – Surfen auf datenlosen Geisterbahnen (Deutschlandfunk, HR)
- 2001: Liebe Lüge – ein Plädoyer fürs Geflunker (Deutschlandradio Kultur, WDR, HR, ORF, Deutsche Welle)
- 2004: Opium heilt alles außer sich selbst – vom Abstieg einer göttlichen Droge (Deutschlandradio Kultur, WDR, ORF)
- 2004: Beziehung mit Biss – von Vierbeinern und Joggern (Deutschlandradio Kultur, WDR)
- 2006: Dosen sind lukrativ – ein Leergutsammler (SWR, Deutschlandradio Kultur)
- 2006: Wir zwei sind ein gutes Trio – wenn Fußballer den Mund auftun (Deutschlandradio Kultur)
- 2007: Strange Drinks – von Heil-, High- und Feuerwassern (Deutschlandfunk, NDR)
- 2007: Ziehen drücken wuchten – Strongmen in Action (Deutschlandradio Kultur, SR, WDR)
- 2008: Putten auf Velours – wenn Bürogolfer zum Schläger greifen (Deutschlandradio Kultur, SR)
- 2008: Gold unter dem Stelzenhaus (SWR)
- 2010: Die Angst bleibt – Claudia und die Suche nach dem ganz normalen Leben (Deutschlandfunk)
- 2010: Über die Wupper – Menschen in einer Stadt vor der Pleite (Deutschlandfunk)
- 2011: Leben auf dem Hochseil – Geschichte einer Artistenfamilie (Deutschlandfunk)
- 2012: „Wo geht Glück hin?“ – Auf den Spuren eines flüchtigen Phänomens (Deutschlandfunk)
- 2012: Land unter – warum Hochwasserschutz scheitert (NDR)
- 2012: Made in Marxloh – Duisburger Subkultur entlang einer Straßenbahnlinie (Deutschlandfunk, Co-Autor: Guntram Walter)
- 2013: Hängen am Beutel – das lange Sterben der Plastiktüte, Co-Autor: Ulrich Land (Deutschlandfunk, NDR)
- 2013: „Öffnen Sie mal bitte Ihre Handtasche“ – ein Behältnis und sein Geheimnis (Deutschlandfunk)
- 2014: Dilettantische Planungen – ein Wuppertaler Großprojekt als Millionengrab (Deutschlandfunk)
- 2014: Stecker raus, Menschen ohne Strom, (SWR, NDR, WDR, Deutschlandradio Kultur)
- 2014: Der Türke vom Schusterplatz (NDR)
- 2015: Ganz Gallien? Nein – Geschichten vom Widerstand (Deutschlandfunk)

### Hörspiele
- 2002: C’est la vie – Regie: Jörg Schlüter, Co-Autor: Ulrich Land (WDR)
- 2007: Tourschlusspanik – Regie: Jörg Schlüter, Co-Autor: Ulrich Land (WDR)
- 2008: Gold geht an China, Co-Autor: Ulrich Land (WDR)
- 2012: Wenn ich in China geblieben wäre. Hörbuch-download (SWR Edition)

### Romane
- Rubine im Zwielicht (Kriminalroman). 2008 Oktober Verlag, ISBN 978-3-938568-41-5.
- German Cop (Kriminalroman). 2015 Oktober Verlag, ISBN 978-3-944369-52-5.

### Reisebericht
- Ist das der Mekong?. 2013 Edition dpe, ISBN 978-3-942974-28-8, mit Uli Trostowitsch, online unter urn:nbn:de:101:1-201310216028

## Auszeichnungen
- 1985: Kurzgeschichtenpreis der Stadt Remscheid